# Martin Kalpein
Martin Kalpein (* 23. Juli 1977) ist ein früherer deutscher Crosslauf-Sommerbiathlet.
Martin Kalpein nahm erstmals 1998  an den Sommerbiathlon-Weltmeisterschaften von Osrblie teil und erreichte dort mit Gerald Zielinsky, Peter Stöcker und Frank Röttgen als Schlussläufer der Staffel den 13. und damit letzten Platz. Eine weitere Teilnahme folgte 2003 in Forni Avoltri. In Italien lief Kalpein im Sprint auf den 37. Platz, wurde 34. der Verfolgung und erreichte im Massenstartrennen den 27. Platz. National wurde er 2002 mit der Vertretung Westfalens Vizemeister mit dem Kleinkaliber-Gewehr. 2003 wurde Kalpein zudem hinter Röttgen und Roman Böttcher Drittplatzierter im Massenstartrennen mit dem Kleinkaliber-Gewehr.